# Castillo de Castellbisbal
El Castillo de Castellbisbal es un castillo del municipio de Castellbisbal (provincia de Barcelona) declarado Bien Cultural de Interés Nacional.

## Descripción
Del castillo de Castellbisbal solamente quedan escasos muros de cimentación, entorno la capilla de San Vicente, en la loma de las Garzas. Este estado de arrasamiento no permite ninguna conclusión sobre su distribución.

## Historia
Este castillo aparece nombrado por primera vez en el año 1013, en un documento donde se alude al castillo episcopal o de Benviure. La fortaleza dependía del obispo Guislaberto, nieto del conde Borrell II de Barcelona. Durante la crisis del 1041-1044, el obispo se puso en contra del conde y, tras unos disturbios, Guislaberto tuvo que empeñar el castillo episcopal al conde. A partir de este momento el castlà, Guillem Ramón de Voltrera, tuvo que prestar fidelidad a los  condes de Barcelona.
En el siglo XII aparece el apellido de los Castellbisbal, que eran castellanos del obispo y feudatarios de los Castellvell. En el siglo XIII los Castellvell tenían el dominio total sobre el castillo de Castellbisbal. Al inicio del siglo XIV, tenía la castellanía Berenguer de Castellbisbal, que reconstruyó de nuevo el castillo.
Después de la guerra civil de 1462-1472, el rey dio el castillo a Lluís de Requesens, porque Berenguer de Castellbisbal había luchado contra él. Francisco de Castellbisbal movió pleito contra los Requesens y el asunto finalizó con la venta, en 1494, por parte de Francisco, de todos los feudos y las rentas que poseía en el término del castillo de Castellbisbal a Luis Requesens.